# Vera Lengsfeld
Pour les articles homonymes, voir Lengsfeld.
Vera Lengsfeld, née le 4 mai 1952 à Sondershausen, est une femme politique allemande membre de la CDU.